# Finlands svenska metodistkyrka
Finlands svenska metodistkyrka är ett metodistiskt samfund i Finland som kom till år 1923 genom att metodistkyrkan delades i en finsk och en svensk del. Samfundet har verksamhet på 15 orter och hade 593 medlemmar år 2013.
Finlands svenska metodistkyrka är medlemskyrka i Förenade Metodistkyrkan och hör till dess distrikt för Norden och Baltikum. Till Finlands svenska metodistkyrka hör också några metodistiska församlingar i Sverige som ville stanna utanför Equmeniakyrkan då den bildades.
Metodistkyrkan är även medlem i Ekumeniska Rådet i Finland.